# Bambero

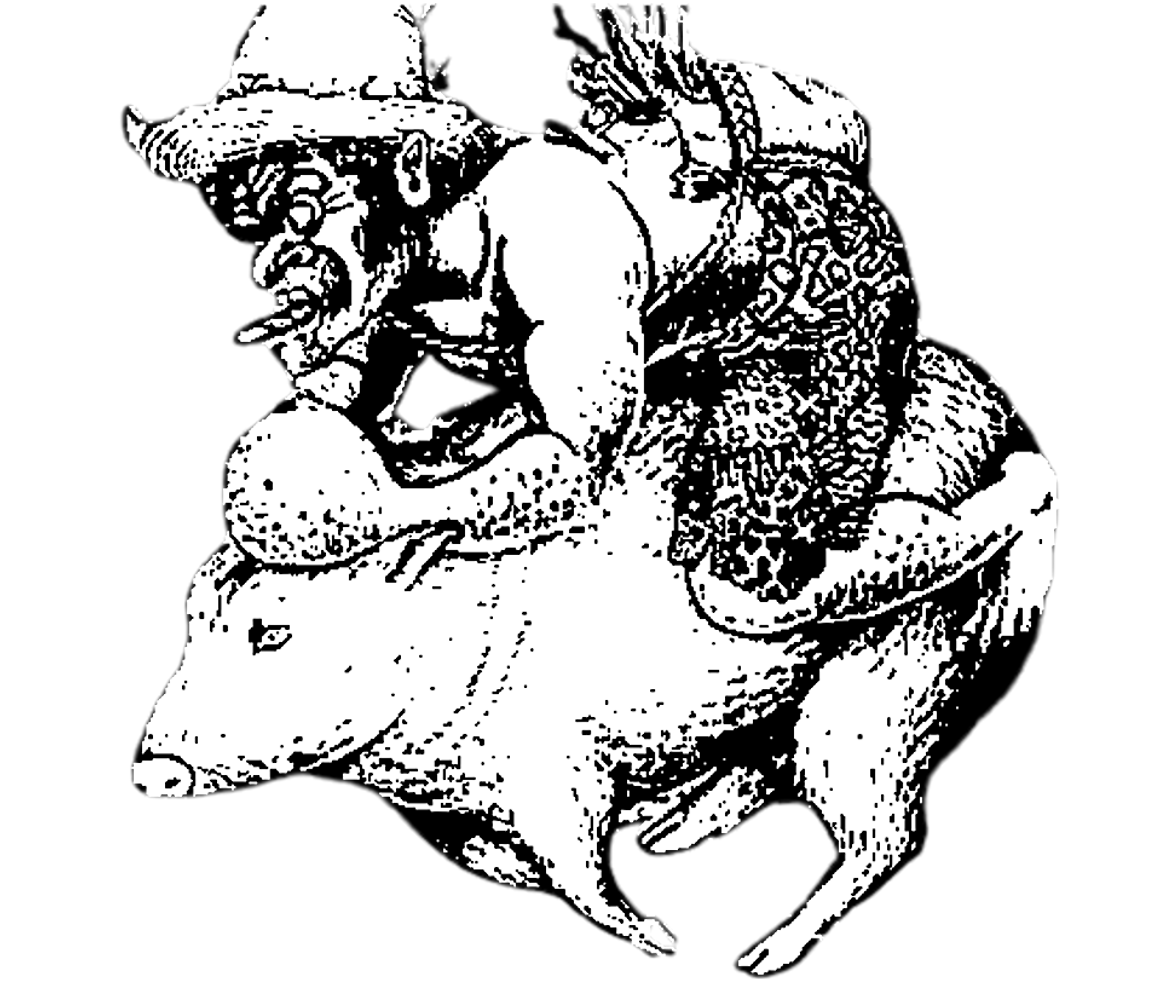
El Bambero cabalgando un tatabro

El Bambero es un espíritu que forma parte importante de la mitología de Ecuador. Su creencia se extiende a lo largo de todo el litoral ecuatoriano y en los andes es interpretado como el chuzalongo. Se cree que el bambero impone fuertes castigos a los cazadores que matan animales del bosque por simple gusto y no porque desean ayudar a las necesidades de sus familias.

## Etimología
La palabra Bamba tiene relación con los Mbamba, una tribu africana de las tierras que hoy comprenden los países de Angola y el Congo. En concreto en Ecuador, el Bambero tiene su origen en la creencia en un espíritu llamado chuhuajinu, en idioma cayapa, que significa espíritu que surge repentinamente. Dicho espíritu está relacionado con la fertilidad y el libido. Usualmente es representado como un personaje delgado y de baja estatura. En la costa, donde toma el nombre de bambero se cree que habita en las zonas de manglares y se moviliza sobre una tatabra. En los andes, se lo conoce como chuzalongo que significa joven y se cree que habitaba las peñas y las montañas. 

## Mitología y oralidad

### Características del Bambero

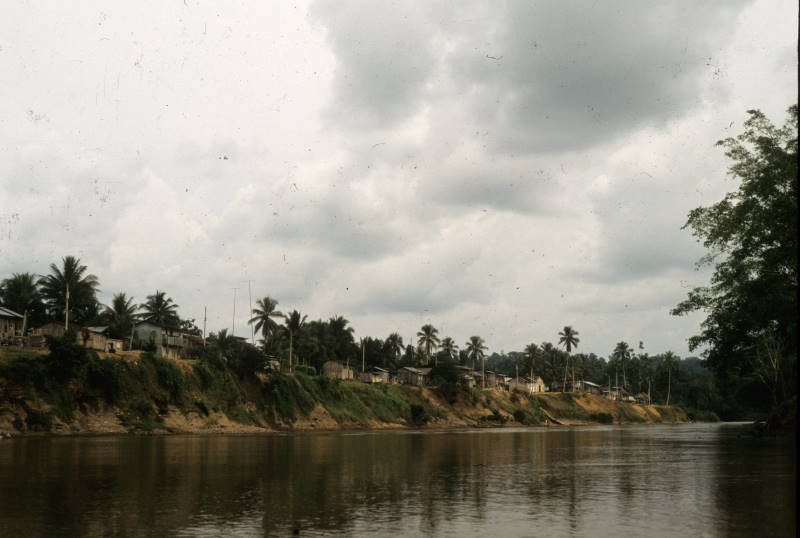
Río Cayapas

El bambero habita en las bambas, que son las raíces de los árboles que existen en el bosque. Se cree que llevaba el número exacto de animales controlando que ninguno falte. Además fumaba cigarros y cubría su cabeza con un sombrero de alas medianas que terminaba en una copa puntiaguda. Además su mano izquierda estaba deformado y usualmente montaba una tatabra o puerco salvaje lo que simbolizaba su completo control sobre los animales. Tenía un morral en su espalda donde llevaba bejucos, cortezas y agua. Usualmente se enfrentaba con cazadores a través de su mano derecha, apuntando la dirección donde se debían dirigir los cazadores para salir del lugar y abortar su cacería. Repetía tres veces la advertencia y si no acataba, atacaba el bambero al cazador mostrando el lado derecho de su rostro que era terrorífico. Normalmente los cazadores se desmayaban ante esto o lograban huir. Después para calmarse el trauma se curaban el espando con un rito de aguardiente y tabaco. Usualmente era conocido además como "bambero mayor" el guardian de los animales del monte. Se comunicaba con los negros en lenguas africanas y los motivaba a mantener su independencia y libertad, en calidad de cimarrones, es decir era alguien que apoyaba el Reino Zambo de Esmeraldas.
Dentro de la cosmovisión afroecuatoriana, el bambero es una visión (en contraposición con un "personaje") y como tal se caracterizan por estar fijados en un solo sector y no trasladarse libremente. Son de origen humano y no hacen daño. En este sentido estaría en la misma categoría que el Riviel, la Tunda y el Duende.

### Resumen del mito
Una de sus principales características es ser el guardián de los animales. Se creía que el Bambero cuidaba de ellos y mantenía la armonía en su ecosistema. El mito en su forma más simplificada dice lo siguiente:

Había una vez un guardian del bosque de buen corazón, amaba los ríos, selvas, montañas, el mar y los animalitos. Su nombre era Bambero y vivía en Telembí, al norte de Esmeraldas. El bambero tiene uhn morral donde guarda sus hierbas medicinales para curara a todos sus animales. Un día el Bambero se subió a su tatabra con rumbo al bosque de Telembí a contar sus animalitos. Empezó a llamar a sus animalitos uno por uno: ¿Dónde está la tortuga?, ¿Ya llegó la paloma?, ¿Han visto al mono? Y se dió cuenta que faltaba el burro llamado Coco. Todos se preocuparon y el Bambero salió a buscar a Coco en su tatabra. Y al rato el Bambero escuchó: ¡Ayúdenme señor Bambero! Decía Coco. Dos hombres malvados lo habían cazado. El Bambero los encontró y así los castigaba. ¡Pim, pim! ¡Pom pom! y los casadores arrependitos estaban. Al día siguiente, el Bambero se dio cuenta de que un hombre llamado Benancio estaba pescando el el río para alimentar a su familia, por eso no lo castigó. Cuando Benancio llegó a su casa, le dijo a su esposa e hija: Estoy muy contento porque gracias al Bambero podemos comer hoy. Y el Bambero cada día cumplía con su tarea, cuidaba a los animalitos del bosque y los curaba protegiéndolos de todo mal.
El Bambero - Mito

### Testimonios orales
Existen muchos testimonios orales sobre el bambero y su rol en la sociedad, como por ejemplo:

Un día me fui a montear y pasé casi todo el día caminando por la montaña buscando un animal para mi comida, pero no encontré nada. Cuando ya me estaba regresando para la casa, en una bamba de matapalo escuche unos quejidos, como que alguien estaba pidiendo ayuda. Entonces me fui caminando despacito, despacito y cuando mire adentro de la bamba, me di cuenta que un oso caballuno había agarrado un guatin que todavía no estaba bien criado y estaba dándole golpes. Cuando vi eso, no me gustó, porque el oso era más grande y por aquí todos conocemos que el oso es un animal que tiene más fuerza que un guatin. Como tenía la escopeta en la mano, pensé matarlo al oso, pero me acordé que el oso es un animal que por aquí nadie lo come, entonces busqué un palo y le pe gué un garrotazo. Cuando el oso sintió el golpe soltó al guatin y salió corriendo. Cuando el guatin se vio libre pegó un brinco por encima de la bamba y se metió al monte. Después que el guatin se fue, me puse a pensar que podía haberlo matado, porque la carne de este animal es buena comida. Pero me puse a pensar: Que si uno libera a otro de una injusticia, el quitarle la vida es una injusticia mucho más grande. Como no había cazado nada, seguía pensando en el guatin. Con esa duda metida en el pecho seguí caminando y cuando estaba cerca de la casa, escuché que en el monte gritaba un guatin que tenía voz de muchacho y me pareció a mí, que en el grito decía: "Chao Ma 'ia. Chao Ma 'ia. Chao Ma 'ia". Esa tarde llegue a la casa sin carne de monte para comer, pero cuando estaba en el río sacándome el olor de la montaña, me pareció que al otro lado del río, en plena montaña una voz ronca de varón me decía: "Bien Ma 'ia. Bien Ma 'ia. Bien Ma 'ia'" Entonces me acordé del Bambero, que según nuestra tradición él es el encargado de cuidar a los animales del monte. Yo creo que el Bambero me quería hacer su ayudante, pero yo no puedo cumplir con esta tarea, porque yo vivo en el monte y como de lo que da el monte, por eso cada semana tengo que matar un animal para yo comer y darle de comer a mi familia.
Sobre pedagogías y siembras ancestrales - Catherine Walsh, Juan García Salazar

## El bambero como rol social
El Bambero además de ser un mito, es también considerado como un rol que puede tomar una persona dentro de la jerarquía social en la sociedad afroecuatoriana de Esmeraldas. A este rol se lo conoce como Bambero Mayor y es una persona que guía y orienta a la comunidad, propone políticas que ayuden a la implementación de propuestas. Además es el encargado de mantener viva la tradición oral para la transmisión de generación a generación la cosmovisión afroecuatoriana. Este rol era de vital importancia en las comunidades que se encontraban al norte de Esmeraldas, en la frontera con Colombia. Una de las personas más conocidas que tuvo este rol fue Juan García Salazar.La tradición a su vez está ligada al ritual de ombligamiento, que vincula a la persona con su tierra natal, y se lo realiza durante los primeros días de vida. En este sentido se cree que la transformación de la sociedad desombliga a los miembros de la comunidad y es el rol del bambero mayor mantener la tradición viva.